# Anemia salvadorensis
Anemia salvadorensis là một loài dương xỉ trong họ Anemiaceae. Loài này được Mickel & R.L. Seiler mô tả khoa học đầu tiên năm 1984.